# Palmitinezuur
Palmitinezuur (ook hexadecaanzuur) is een verzadigd vetzuur met zestien koolstofatomen. Het is in normale omstandigheden een vaste stof (kleurloze of witte kristallen). Esters of zouten van palmitinezuur worden met het achtervoegsel palmitaat aangeduid, maar soms wordt het palmitinezuur zelf ook palmitaat genoemd.
Palmitinezuur komt onder meer voor in palmolie en in schaapsvet.